# Boeing B-47 Stratojet
Боинг Б-47 «Стратоджет» (англ. Boeing B-47 Stratojet) — американский реактивный бомбардировщик, разработанный компанией Боинг в середине 1940-х годов. Использованная на B-47 аэродинамическая схема (размещение двигателей на пилонах под крылом) впоследствии стала традиционной для многих пассажирских самолётов. «Стратоджет» оставался основным американским бомбардировщиком вплоть до появления B-52 «Стратофортресс», а его разведывательные модификации совершили большое число полётов над СССР, над Кубой (сбито 3).

## История создания
В 1943 году командование ВВС США пришло к выводу, что армии требуется новый бомбардировщик дальнего радиуса действия с перспективными реактивными двигателями. Техническое задание было отправлено в агентства нескольких крупных авиастроительных компаний, среди которых был и Boeing.
Первым прототипом стал самолёт, получивший обозначение «Модель 424», по сути, являвшийся версией бомбардировщика B-29, оборудованной четырьмя реактивными двигателями. Результаты испытаний в аэродинамической трубе показали, что фюзеляж от B-29 не позволяет полностью реализовать потенциал реактивной тяги из-за слишком большого лобового сопротивления. Кроме того, в 1944 году ВВС составили новое техническое задание. Самолёт должен иметь максимальную скорость 800 км/ч, крейсерскую скорость 725 км/ч, дальность полёта 5600 км, потолок высоты 13500 м.
Следующим этапом разработки стала «Модель 432». Стремясь снизить лобовое сопротивление, инженеры создали полностью новый фюзеляж, а также изменили расположение двигателей. Теперь они находились в передней части фюзеляжа, а не под крылом.
После поражения Германии в 1945 году в распоряжение Америки попало множество материалов по перспективным немецким военным разработкам, в том числе и в области авиации. Отчёты немецких учёных о положительном эффекте применения планеров со стреловидными крыльями при скоростях, близких к звуковым, были внимательно изучены американскими специалистами. В сентябре 1945 года руководству ВВС США был представлен ещё один вариант самолёта — «Модель 448», со стреловидными крылом и хвостовым оперением. Стреловидность крыла составляла 35 градусов, четыре двигателя TG-180 производства General Electric располагались, как и у предыдущей модели, в передней части фюзеляжа, ещё два были установлены в хвостовой части. Компоновка Модели 448 могла вызвать много проблем и была признана неудачной, так как появились сложности с размещением воздухозаборников хвостовых двигателей, а плотное расположение носовых повышало пожароопасность и сулило высокую трудоёмкость обслуживания.
На следующем этапе работ двигатели вновь были перенесены под крылья самолёта, причём конструкторы применили оригинальное решение. На каждом крыле располагалось по три двигателя. Два находились в общей «сдвоенной» мотогондоле ближе к фюзеляжу самолета, а третий почти на конце самого крыла. Вариант получил обозначение «Модель 450» и в конечном итоге был утверждён командованием ВВС США.

Компания Boeing получила заказ на два опытных образца в апреле 1946 года. Самолёт получил обозначение «ХВ-47».
Первый экземпляр вышел с завода 12 сентября 1947 года, а уже 17 декабря совершил свой первый полёт. Пилотировали его лётчики-испытатели Роберт Роббинс и Скотт Ослер.

## Конструкция
Высокоплан нормальной схемы со стреловидными крыльями и шестью реактивными двигателями. Имеет шасси «велосипедного» типа.

## Боевое применение
- 17 апреля 1955 года лётчик 865-го истребительного авиационного полка, базирующегося на аэродроме Елизово, капитан Рубцов на высоте 12500 м перехватил и сбил американский самолёт-разведчик Boeing RB-47, вторгшийся в воздушное пространство СССР[2].
- 18 апреля 1955 года самолёт в разведывательной модификации RB-47 нарушил государственную границу СССР в районе острова Беринга (пос. Никольское, Камчатка) и был сбит советским истребителем — капитаном Коротковым в паре с лейтенантом Сажиным на самолётах МиГ-15. Самолёт-шпион упал в море. Экипаж пропал без вести.[источник не указан 2388 дней]
- 7 ноября 1958 года в районе города Вентспилс над Балтийским морем RB-47 был подбит парой МиГ-17 30-й воздушной армии после нарушения границы СССР. Самолёт удалился в нейтральные воды и благополучно вернулся на аэродром, экипаж из трёх человек не пострадал[3]. Согласно справке министра обороны СССР Р. Малиновского тов. Хрущёву Н. С., 7 ноября 1958 года «В момент сближения советский истребитель был обстрелян с борта самолёта РБ-47 и, в свою очередь, открыл по нему ответный огонь, после чего американский самолет ушёл в юго-западном направлении»[4]; подбитие американского самолёта не упоминается.
- 1 июля 1960 года самолёт-разведчик ERB-47H Stratojet (регистрационный номер 53-4281, 38-я стратегическая разведывательная эскадрилья ВВС США) был сбит советским лётчиком В. Поляковым на МиГ-19 над Баренцевым морем в районе мыса Святой Нос. Четыре члена экипажа ERB-47H погибли, ещё два были спасены советской стороной и освобождены через 7 месяцев, в 1961 году[5].
- В 1963 году советский МиГ-19 сбил[где?] очередной американский разведчик RB-47[6].
- 28 апреля 1965 года в ходе воздушного боя бортовым стрелком самолёта-разведчика RB-47 был сбит истребитель МиГ-17 ВВС Северной Кореи, однако американский разведчик сам был повреждён огнём корейских МиГов настолько, что после посадки был сразу же списан[7][8].
- В 1967 году ERB-47H Stratojet ВВС США, пролетающий около ирано-советской границы был сбит советской зенитной ракетой. «Стратоджет» рухнул в горах у Тегерана, весь экипаж был убит[9].

## Интересные факты
- В начале 1950-х годов ВВС США рассматривали проект превращения нескольких бомбардировщиков B-47 в беспилотные самолёты-снаряды по проекту MX-1457 «Brass Ring» для доставки к целям водородных бомб[10]. Термоядерные устройства в то время только начинали разрабатываться, их вес и габариты были очень велики[11] и ещё не было достаточной уверенности у инженеров, что можно будет создать термоядерную бомбу разумных размеров. Согласно проекту, термоядерное устройство должно было быть встроено в конструкцию беспилотного бомбардировщика (под обозначением MB-47) и направляться к цели при помощи радиоуправления с самолёта сопровождения (тоже B-47). Возле цели оператор направлял беспилотный самолёт с бомбой на снижение, а самолёт управления возвращался на базу. Появление сравнительно компактных авиатранспортабельных термоядерных бомб в середине 1950-х годов привело к прекращению работ по этому проекту.
- Экипажи B-47 были обучены тактике взлёта с минимальным интервалом (англ. MITO), при выполнении которой бомбардировщики поднимаются в воздух с базы один за другим с интервалом всего в 15 секунд. Цель такой тактики — запуск всех бомбардировщиков так быстро, насколько это возможно. Это достаточно опасная процедура, так как бомбардировщики оказываются в зоне турбулентности, вызванной предыдущим самолётом и, кроме того, в результате впрыска воды в турбореактивные двигатели на форсированном режиме возникает густой чёрный дым, который ослепляет пилотов следующих самолётов.

## Тактико-технические характеристики

Проекции B-47A

Приведённые характеристики соответствуют модификации B-47E (IV).
Источник данных: Standard Aircraft Characteristics ; Loftin L. K., Jr., 1985.

Технические характеристики
- Экипаж: 3 (пилот, второй пилот и наблюдатель)
- Длина: 32,64 м
- Размах крыла: 35,36 м
- Высота: 8,53 м
- Площадь крыла: 132,67 м²
- Стреловидность по передней кромке: 36°37'
- Коэффициент удлинения крыла: 9,43
- Средняя аэродинамическая хорда: 3,96 м
- Профиль крыла: Boeing 145
- Колея шасси: 13,5 м
- Масса пустого: 35 867 кг
- Масса снаряжённого: 44 503 кг
- Нормальная взлётная масса: 102 493 кг (с 4536 кг бомб)
- Максимальная взлётная масса: 104 326 кг
- Максимальная посадочная масса: 81 647 кг
- Масса в бою: 60 341 кг
- Масса топлива во внутренних баках: 53 070 кг (с ПТБ и баком в бомбоотсеке)
- Объём топливных баков: 68 137 л (с ПТБ и баком в бомбоотсеке)
- Силовая установка: 6 × ТРД General Electric J47-GE-25
- Тяга: 6 × 26,56 кН (2708 кгс) (максимальная)
  -     - нормальная: 1×23,66 кН (2413 кгс)
    - со впрыском воды: 1×32,03 кН (3266 кгс)

  - Длина двигателя: 3,66 м
  - Диаметр двигателя: 0,998 м
  - Сухая масса двигателя: 1228 кг
- Коэффициент лобового сопротивления при нулевой подъёмной силе: 0,0148 (оценка)
- Эквивалентная площадь сопротивления: 1,96 м²

Лётные характеристики
- Максимальная скорость: 978 км/ч (на высоте 4968 м)
- Крейсерская скорость: 806 км/ч
- Скорость сваливания: 308 км/ч (при нормальной взлётной массе)
- Боевой радиус: 3797 км (с 4536 кг бомб, ПТБ и баком в бомбоотсеке)
- Перегоночная дальность: 8038 км
- Практический потолок: 12 344 м
- Скороподъёмность: 22,10 м/с
- Нагрузка на крыло: 730,4 кг/м² (при нормальной взлётной массе)
- Тяговооружённость: 0,19 (при нормальной взлётной массе)
- Длина разбега: 3170 м (при нормальной взлётной массе)
- Длина пробега: 1402 м/792 м (без/с тормозным парашютом)
- Аэродинамическое качество: 17,25 (оценка)

Вооружение
- Стрелково-пушечное: 2×20 мм пушка M24A1 с 350 снарядов на ствол
- Боевая нагрузка:  
  - типовая: 4536 кг (с баком в бомбоотсеке)
  - нормальная: 8165 кг
  - максимальная: 11340 кг